# Jü-šu
Jü-šu či Jüšul, plným názvem Tibetský autonomní kraj Jü-šu (čínsky v českém přepisu Jü-šu cang-cu c’-č’-čou, znaky 玉树藏族自治州; tibetsky: ཡུལ་ཤུལ་བོད་རིགས་རང་སྐྱོང་ཁུལ་, Wylie: yul-shul bod-rigs rang-skyong-khul) je autonomní kraj v provincii Čching-chaj v Čínské lidové republice. Je obydlen zejména Tibeťany, má rozlohu 267 000 km² a její hlavní město je Kjegu (Kjegumdo སྐྱེ་དགུ་མདོ་) ležící v městském okrese Jü-šu, kraj se dále skládá z pěti okresů.

## Historie

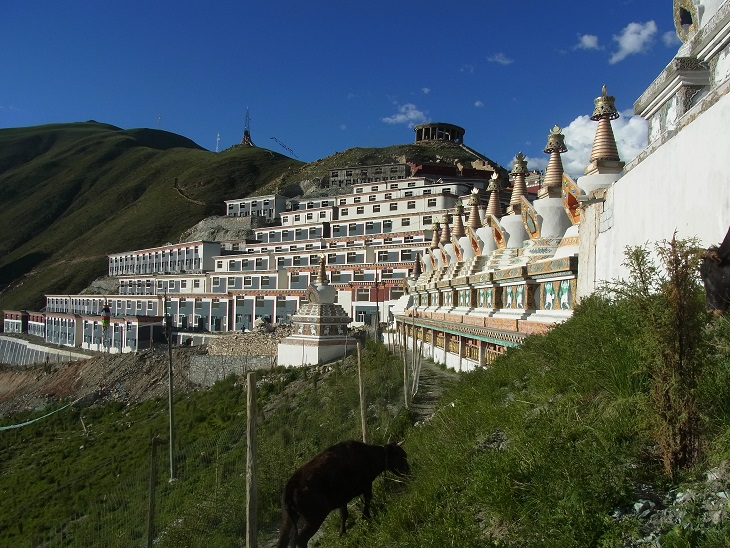
Rekonstruovaný klášter Kjegu v roce 2013

Jü-šu historicky patří k oblasti Kham ve východním Tibetu. V regionu mají silné zastoupení buddhistické školy Kagjüpa a Sakjapa. Díky tomu se v historii místní králové nezodpovídali dalajlámově vládě ve Lhase. V jižní části kraje existovalo mocné království Nangčhen. Před čínskou okupací bylo v regionu až 25 000 mnichů.

### Zemětřesení
14. dubna 2010 postihlo oblast Jü-šu silné zemětřesení o síle 6,9Mw. Epicentrum bylo 30 km od města Kjegu. Podle čínských úřadů zahynulo 2698 osob. Podle nezávislých výzkumů až 5 tisíc osob, především dětí ve státem postavených nekvalitních školách. Město Kjegu bylo srovnání se zemí, velké škody utrpělo množství vesnic v okolí. Vláda postavila obrovské stanové město na loukách v okolí města a během následujících let bylo vybudováno město nové. Byty pro obyvatele byly hotovy během roku 2013.

## Geografie
Kraj Jü-šu leží jihozápadě provincie Čching-chaj. Na severu sousedí s autonomním ktajem Chaj-si, na východě s autonomním krajem Golog, na jihovýchodě s autonomním krajem Kardze, na jihu s autonomní oblasti Tibet. Průměrná nadmořská výška oblasti se pohybuje okolo 4200 metrů nad mořem, nejvyšší hora v pohoří Tangla dosahuje výšky 6621 metrů. Na jihozápadě kraje leží pohoří Kchun-lun-šan. Oblast je bohatá na ledovce.

### Vodstvo

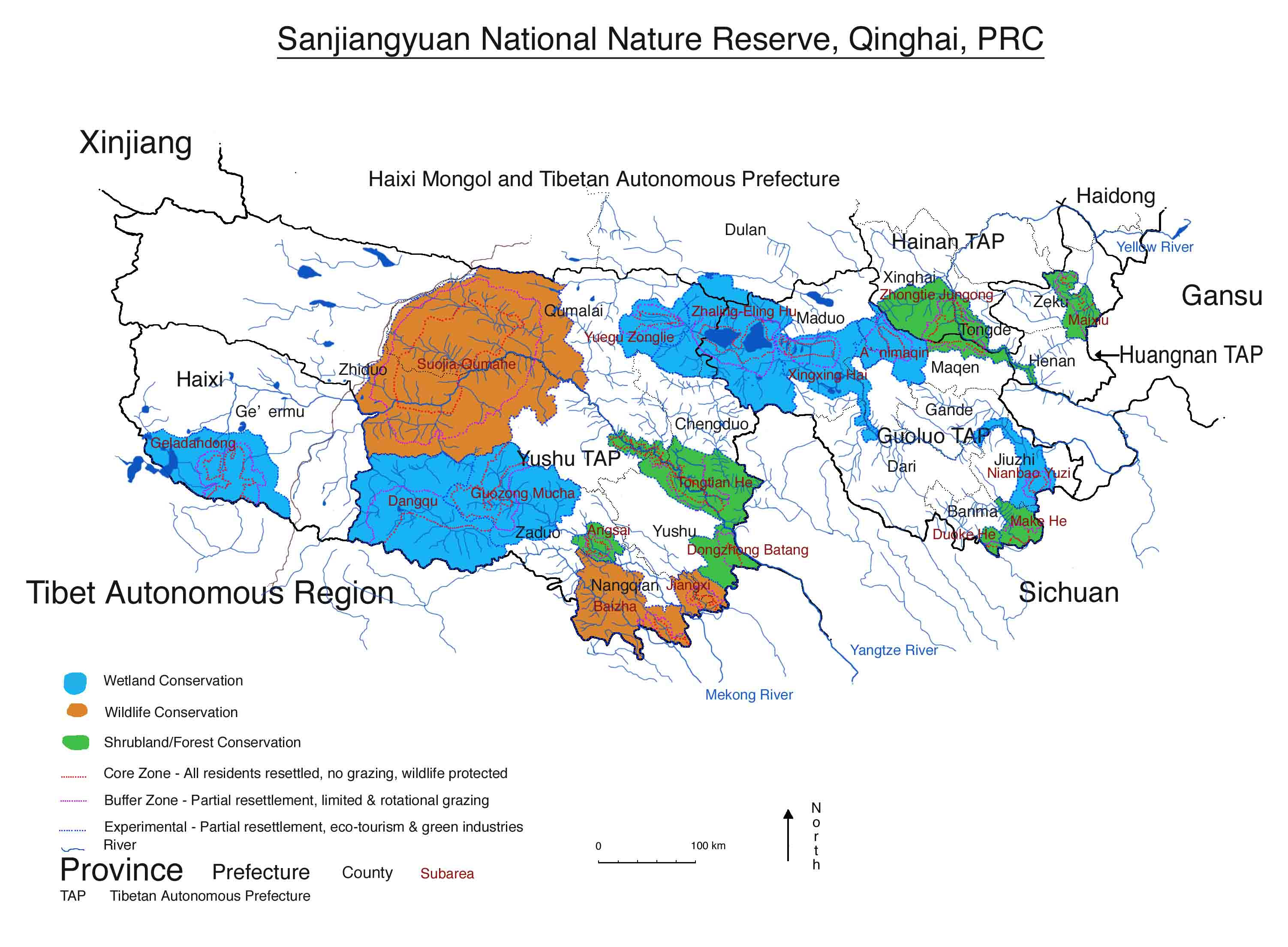
Chráněné území Pramen tří řek

Na území kraje pramení množství řek, nachází se zde i oficiální prameny Dlouhé řeky, Žluté řeky a Mekongu, celá oblast byla zahrnuta do chráněného území Pramene tří řek. Povodí tři řek pokrývá 89% kraje.

### Fauna a flóra
Velkou část kraje pokrývají pastviny, na kterých roste až 900 druhů bylin užívaných v čínské medicíně, mezi nejznámější místní rostliny patří Housenice čínská (Cordyceps sinensis, དབྱར་རྩྭ་དགུན་འབུ་, Jarca Gunbu). V kraji žijí jaci, čiru - tibetská antilopa, jelen bělohubý, kiang, levhart sněžný, rys, medvědi, vzácný jeřáb černokrký a další.

## Demografie a jazyk
V kraji žije 391 829 obyvatel, z toho 97.65% tvoří Tibeťané, většina obyvatel jsou pastevci a zemědělci (2012). Tibeťané v této oblasti se nazývají Khamba, odkazující k příslušnosti tibetské části Kham. Místní dialekt tibetštiny patří ke khamským dialektům tibetštiny.

## Kultura
Ve městě Kjegu se nachází klášter Kyegu Döndrub Ling postaven ve 14. století. Klášter patří ke škole Sakjapa. Během zemětřesení byl srovnán se zemí, v roce 2013 byl kompletně rekonstruován.

## Doprava
Krajem a hlavním městem Kjegu prochází dálnice G214 (Si-ning- Menghai, Jün-nan). 20 km jižně od města Kjegu se nachází letiště Batang (IATA: YUS, ICAO: ZLYS) otevřeno v srpnu 2009.

## Administrativní dělení

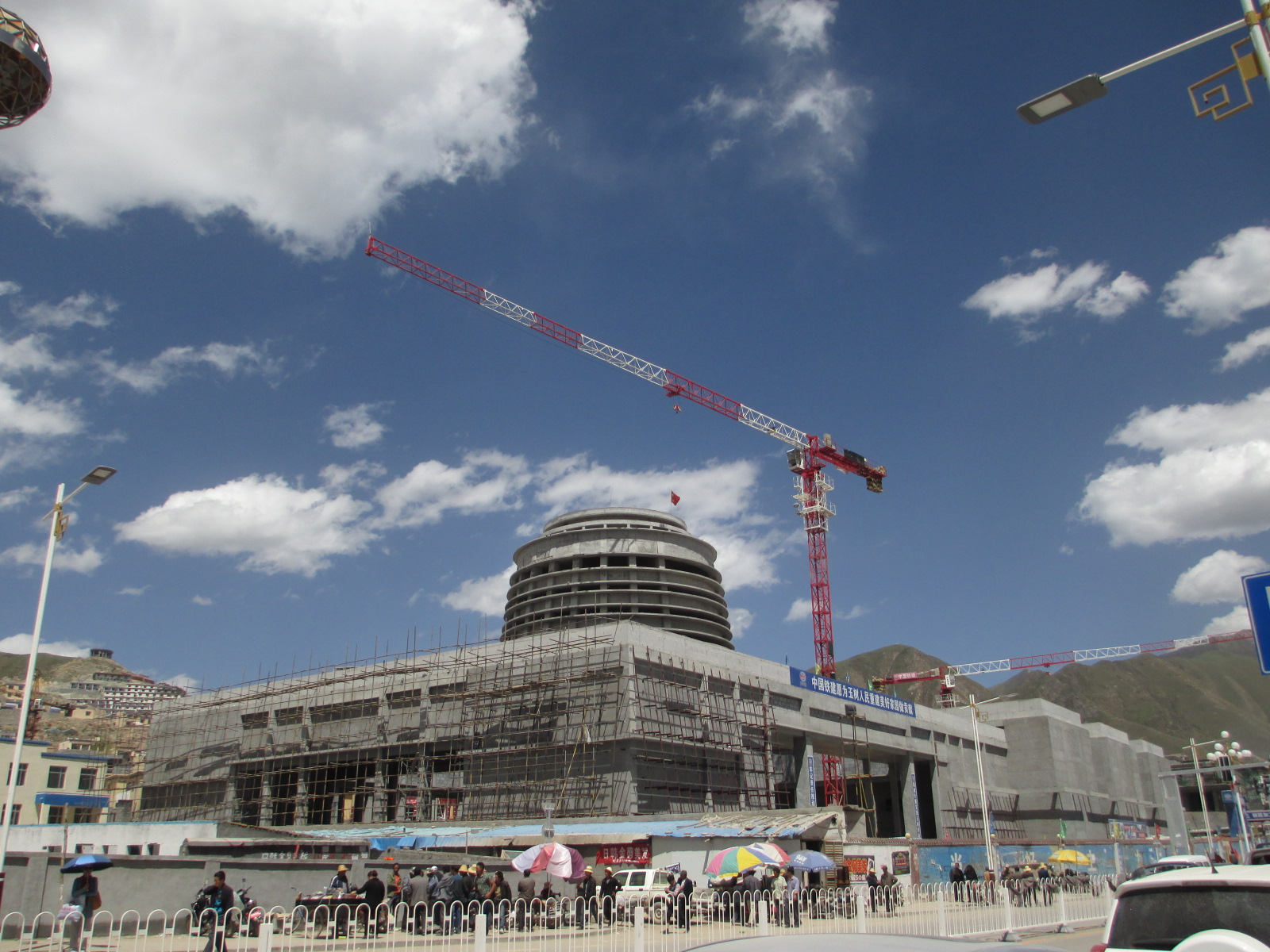
Nové nákupní centrum ve městě Kjegu v roce 2013

Autonomní kraj Jü-šu se člení na šest celků okresní úrovně, a sice jeden městský okres a pět okresů.
| Jüšul Dridö Zadö Nangčhen Čhrindu Čhumarleb |              |               |                      |                       |                    |                                  |
| Název                                       | Název        | Název         | Název                | Počet obyvatel (2020) | Rozloha km² (2020) | Hustota zalidnění (obyv. na km²) |
| český přepis: čínštiny tibetštiny           | čínské znaky | tibetsky      | tibetsky (Wylie)     | Počet obyvatel (2020) | Rozloha km² (2020) | Hustota zalidnění (obyv. na km²) |
| Městský okres                               |              |               |                      |                       |                    |                                  |
| Jü-šu Jüšul                                 | 玉树市       | ཡུལ་ཤུལ་གྲོང་ཁྱེར་  | yul shul grong khyer | 141 308               | 15 369             | 9                                |
| Okresy                                      |              |               |                      |                       |                    |                                  |
| Ca-tuo Zadö                                 | 杂多县       | རྫ་སྟོད་རྫོང་།     | rdza stod rdzong     | 68 759                | 35 571             | 2                                |
| Čcheng-tuo Čhrindu                          | 称多县       | ཁྲི་འདུ་རྫོང་།     | khri 'du rdzong      | 57 159                | 14 638             | 4                                |
| Č’-tuo Dridö                                | 治多县       | འབྲི་སྟོད་རྫོང་།    | 'bri stod rdzong     | 34 496                | 80 683             | 0,4                              |
| Nang-čchien Nangčhen                        | 囊谦县       | ནང་ཆེན་རྫོང་།    | nang chen rdzong     | 90 307                | 12 079             | 7                                |
| Čchü-ma-laj Čhumarleb                       | 曲麻莱县     | ཆུ་དམར་ལེབ་རྫོང་། | chu dmar leb rdzong  | 33 170                | 46 579             | 0,7                              |
|                                             |              |               |                      |                       |                    |                                  |
| Celkem                                      | Celkem       | Celkem        | Celkem               | 425 199               | 204 940            | 2                                |